# Josef Kudrna (politik)
Josef Kudrna (1. září 1920 Ostředek – 15. května 1989) byl český a československý politik KSČ, v 60. letech 20. století československý ministr vnitra.

## Biografie
XII. sjezd KSČ ho zvolil kandidátem Ústředního výboru Komunistické strany Československa. XIII. sjezd KSČ ho pak zvolil za člena Ústředního výboru Komunistické strany Československa. V období let 1956–1965 zastával funkci náměstka ministra vnitra. V dubnu 1965 se Kudrna stal ministrem vnitra v československé vládě Jozefa Lenárta. Jeho nástup do ministerské funkce interpretovali západní analytici z řad československé emigrace jako příznak podřízení rezortu vnitra centrální kontrole. Kudrna měl podle nich hrát roli v politické eliminaci bývalého ministra Rudolfa Baráka.
Na postu ministra působil jako spojenec Antonína Novotného a ještě v lednu 1968 odmítal Novotného odvolání z funkce prvního tajemníka ÚV KSČ. Během nastupujícího pražského jara byl terčem kritiky jako představitel konzervativních sil v KSČ. Byl mu také vyčítán tvrdý zásah proti studentské demonstraci na Strahově v říjnu 1967. S tím jak se reformní hnutí během roku 1968 stupňovalo, byla jeho pozice v čele rezortu podlomena. Kudrna byl z ministerské funkce odvolán 15. března 1968 a ministerstvo po několik následujících týdnů provizorně vedl první náměstek Jan Záruba.